# Parque de Atracciones de Madrid
Het Parque de Atracciones de Madrid is een attractiepark in Madrid in het park Casa de Campo. Het werd geopend in 1969.
Parque de Atracciones is wat ligging betreft vergelijkbaar met Tivoli in Kopenhagen. Het park ligt in de groene zone van de stad en is vlot bereikbaar met de metro. Het park is park in handen van de parkgroep Parques Reunidos, die ook Bobbejaanland in handen hebben.
Parque de Atracciones bestaat uit vier zones: Zona Tranquilidad, Zona del Maquinismo, Zona de la Naturaleza en ten slotte het kindergebied Nickelodeonland. Het park huisvest onder andere een omgekeerde achtbaan, een wildemuis-achtbaan en een waterbaan.

## Attracties

### Achtbanen
| Naam                | Type                    | Bouwer       | Bouwjaar | Snelheid (km/u) | Lengte (meter) | Hoogte (meter) | Duur rit (minuten) | Inversies | Bijzonderheden | Foto |
| ------------------- | ----------------------- | ------------ | -------- | --------------- | -------------- | -------------- | ------------------ | --------- | --- | ---- |
| Abismo              | Skyloop                 | Maurer Söhne | 2006     | 105             | 450            | 46             | ± 1.00             | 2         | Via een verticale lift komen de passagiers langzaam ondersteboven te hangen. |      |
| Tornado             | Omgekeerde achtbaan     | Intamin AG   | 1999     | 80              | 800            | 30             | ± 3.00             | 3         | |      |
| Tarántula           | Draaiende achtbaan      | Maurer Söhne | 2005     | 68              | 630            | 22             | 1.30               | 0         | |      |
| Vértigo             | Wildemuis-achtbaan      | Mack AG      | 2009     | 45              | 370            | 13,7           | 1.25               | 0         | De attractie was het linkse gedeelte van Speedy Bob uit Bobbejaanland. |      |
| TNT Tren de la Mina | Mijntreinachtbaan       | Gerstlauer   | 2012     | 55              | 450            | 17             | ± 2.00             | 0         | |      |
| Padrinos Voladores  | Hangende kinderachtbaan | Zamperla     | 2007     | 12,5            | 110            | 6,2            | ± 1.40             | 0         | Per rit rijdt de trein 2 rondes. Het parcours is zoals dit van een wildemuis-achtbaan, waarbij de vliegtuigjes heen en weer waggelen en zo het gevoel van turbulentie moeten opwekken. |      |
| Patrulla Canina     | Kinderachtbaan          | Zamperla     | 2007     |                 | 80             | 4              | ± 1.05             | 0         | Per rit rijdt de trein 3 rondes. Deze achtbaan heette tot 2017 Vagones Locos. |      |

### Waterattracties, dark- en thrillrides
- Aserradero - boomstamattractie
- Los Fiordos - watersplash
- Los Rápidos - wildwaterbaan

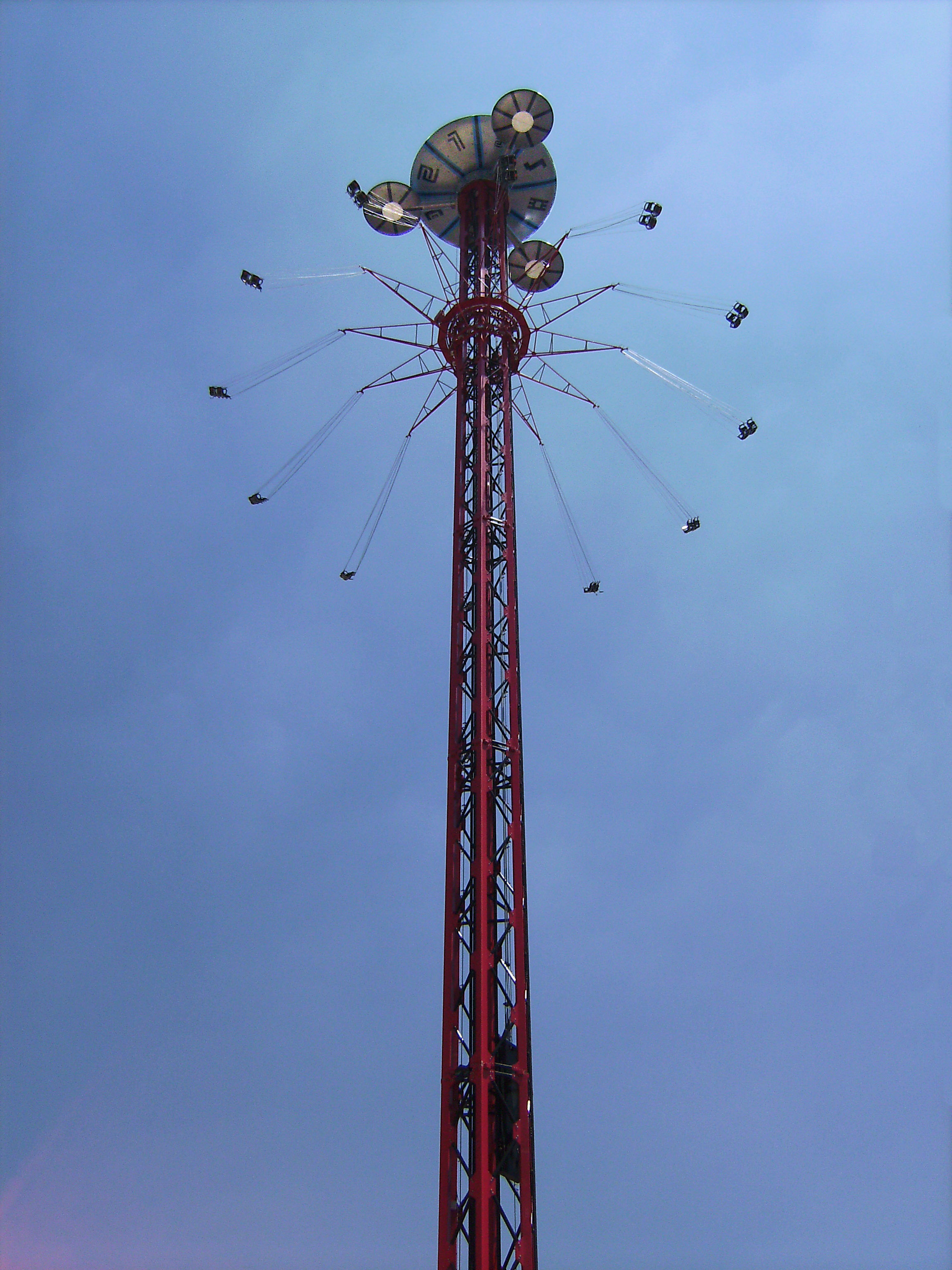
Star Flyer

- Cueva de las Tarántulas - interactieve darkride
- La Lanzadera - vrijevaltoren
- Tifón - Disk'O
- Star Flyer - starflyer.
- Top Spin - topspin
- La Máquina - frisbee
- Rotor - condor

### Overige attracties
- La Jungla - tow boat ride
- Sillas Voladoras - zweefmolen
- Zeppelin - monorail
- Nickelodeon Express - rondrit
- Los Globos Locos - Luchtballonnencarrousel
- Magneto de Jimmy Neutrón - Frog Hopper
- Cazamedusas de Patricio - Demolition Derby

## Verdwenen attracties
- 7 Picos - achtbaan (gesloten in 2005, op deze locatie staat nu Abismo)
- Cumbres - achtbaan
- Fantasía - darkride (gesloten in 2015, het attractiegebouw is anno 2018 nog intact)
- Jet Star - achtbaan (gesloten in 1998, op deze locatie staat nu Los Fiordos)
- Katapult - achtbaan (gesloten in 1993, op deze locatie staat nu Top Spin)
- Looping Star - achtbaan (gesloten in 1998, op deze locatie staat nu Fantasía)